# Chuadanga
Chuadanga este un oraș din Bangladesh.